# I miei 60 giorni all'inferno
I miei 60 giorni all'inferno (60 days In) è un programma televisivo statunitense, trasmesso dall'emittente televisiva A&E Network dal 10 marzo 2016. In Italia viene trasmessa da DMAX da aprile 2020. In America dal 30 luglio 2019 va in onda lo spin-off 60 Days In: Narcoland.

## Trama
Delle persone vengono rinchiuse nella prigione di Clark, in Indiana per 60 giorni, con dei nomi e cognomi diversi dai propri, per documentare quello che succede dentro le carceri tra i detenuti in questi 60 giorni di detenzione. Vengono filmati 24 h su 24, in ogni spazio della prigione. Per la stagione 3 e 4 le riprese si sono spostate al Fulton County Jail ad Atlanta, mentre dalla stagione 5 si spostano con le riprese a Florence in Arizona presso il Pinal County Jail.

## Edizioni
| Edizione | Prima puntata   | Ultima puntata   | Puntate |
| -------- | --------------- | ---------------- | ------- |
| 1        | 10 marzo 2016   | 26 maggio 2016   | 13      |
| 2        | 18 agosto 2016  | 23 febbraio 2017 | 16      |
| 3        | 2 marzo 2017    | 18 maggio 2017   | 14      |
| 4        | 1º gennaio 2018 | 26 marzo 2018    | 14      |
| 5        | 3 gennaio 2019  | 14 marzo 2019    | 11      |
| 6        | 2 gennaio 2020  | 16 aprile 2020   | 16      |